# فنون مرينية وحفصية

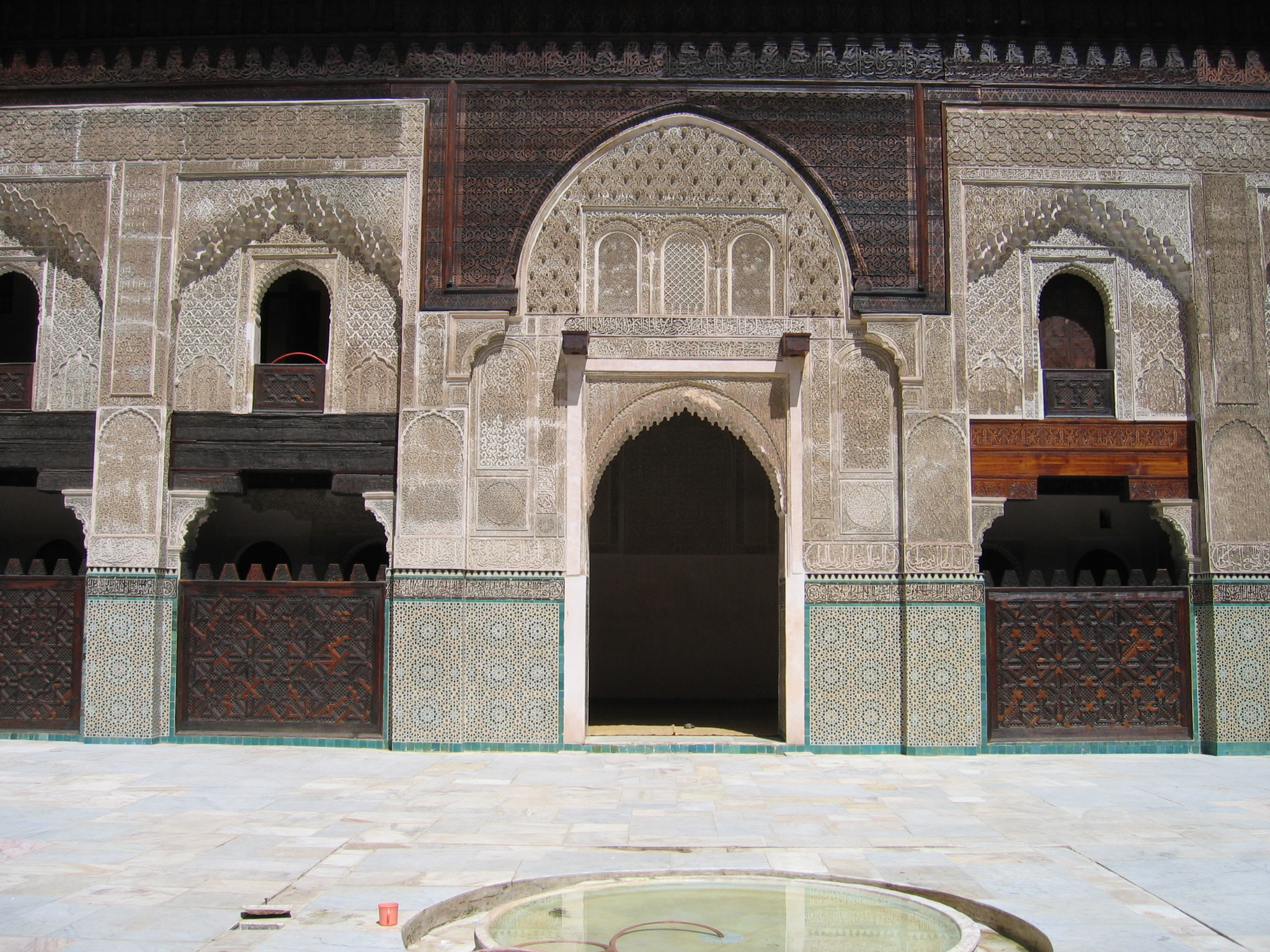
المدرسة البوعنانية

الفنون الحفصية، الزيانية والمرينية ، ترمز إلى طراز معمري مغاربي يرجع تاريخه إلى الدولة الحفصية، الزيانية والمرينية اللواتي كانوا قائمين أساسا في تونس، والجزائر، والمغرب من القرن الثالث عشر إلى القرن السادس عشر. قام المرينيون ببناء عدة جوامع ومساجد مثل جامع تازة الكبير ومدرسة العطارين والمدرسة البوعنانية. امتاز الطراز الذي بنيت به المدارس باستعمال السيراميك المنقوشة والمشربيات. من أبرز معالم العهد الحفصي في تونس، المدرسة الشماعية التي أنشأت سنة 1249.